# Đura Jakšić
Georgije "Đura" Jakšić (în sârbă: Ђура Јакшић, n. 27 iulie 1832, Cernea Sârbească, comitatul Torontal, Țările Coroanei Sfântului Ștefan, Serbia – d. 16 noiembrie 1878, Belgrad, Principatul Serbiei) a fost un scriitor și pictor sârb, cu studii la Academia de Artă din Viena.
Influențat de Petőfi și de Byron, a fost fire romantică și a dus o viață boemă. A participat la Revoluția de la 1848.

## Scrieri
- 1868: Elisabeta, prințesa Muntenegrului ("Jelisaveta Knieginia Crnogorska"), dramă istorică romantică de un intens lirism
- 1873: Poezii ("Pesme"), lirică romantică, cu caracter social
- 1876/1878: Povestiri ("Pripovetka"), caracterizate prin idealizare și sentimentalism și un acut simț al picturalității peisajului.